# Movistar Team/Saison 2013
Dieser Artikel listet Erfolge und Fahrer des Radsportteams Movistar in der Saison 2013 auf.

## Erfolge in der UCI WorldTour
In den Rennen der Saison 2013 der UCI WorldTour gelangen die nachstehenden Erfolge.
| Datum           | Rennen                               | Sieger            |
| --------------- | ------------------------------------ | ----------------- |
| 20. März        | 3. Etappe Volta Ciclista a Catalunya | Nairo Quintana    |
| 4. April        | 4. Etappe Vuelta al País Vasco       | Nairo Quintana    |
| 1.–6. April     | Gesamtwertung Vuelta al País Vasco   | Nairo Quintana    |
| 11. Mai         | 8. Etappe Giro d’Italia (EZF)        | Alex Dowsett      |
| 19. Mai         | 15. Etappe Giro d’Italia             | Giovanni Visconti |
| 21. Mai         | 16. Etappe Giro d’Italia             | Beñat Intxausti   |
| 22. Mai         | 17. Etappe Giro d’Italia             | Giovanni Visconti |
| 14. Juni        | 7. Etappe Tour de Suisse             | Rui Costa         |
| 16. Juni        | 9. Etappe Tour de Suisse (EZF)       | Rui Costa         |
| 8.–16. Juni     | Gesamtwertung Tour de Suisse         | Rui Costa         |
| 16. Juli        | 16. Etappe Tour de France            | Rui Costa         |
| 19. Juli        | 19. Etappe Tour de France            | Rui Costa         |
| 20. Juli        | 20. Etappe Tour de France            | Nairo Quintana    |
| 14. Oktober     | 4. Etappe Tour of Beijing            | Beñat Intxausti   |
| 11.–15. Oktober | Gesamtwertung Tour of Beijing        | Beñat Intxausti   |

## Erfolge in der UCI Europe Tour
In den Rennen der Saison 2013 der UCI Europe Tour gelangen die nachstehenden Erfolge.
| Datum           | Rennen                                          | Kat. | Sieger               |
| --------------- | ----------------------------------------------- | ---- | -------------------- |
| 5. Februar      | Trofeo Deià                                     | 1.1  | Alejandro Valverde   |
| 17. Februar     | Prolog Vuelta a Andalucía (EZF)                 | 2.1  | Alejandro Valverde   |
| 20. Februar     | 3. Etappe Vuelta a Andalucía                    | 2.1  | Alejandro Valverde   |
| 17.–20. Februar | Gesamtwertung Vuelta a Andalucía                | 2.1  | Alejandro Valverde   |
| 7. April        | Klasika Primavera                               | 1.1  | Rui Costa            |
| 14. April       | 3. Etappe Vuelta a Castilla y León              | 2.1  | Rubén Plaza          |
| 12.–14. April   | Gesamtwertung Vuelta a Castilla y León          | 2.1  | Rubén Plaza          |
| 4. Mai          | Vuelta a la Comunidad de Madrid                 | 1.1  | Javier Moreno        |
| 12. Mai         | 2. Etappe Vuelta a Asturias                     | 2.1  | Javier Moreno        |
| 20. Juni        | Britische Meisterschaft – Einzelzeitfahren      | CN   | Alex Dowsett         |
| 21. Juni        | Portugiesische Meisterschaft – Einzelzeitfahren | CN   | Rui Costa            |
| 21. Juni        | Spanische Meisterschaft – Einzelzeitfahren      | CN   | Jonathan Castroviejo |
| 23. Juni        | Spanische Meisterschaft – Straßenrennen         | CN   | Jesús Herrada        |
| 11. August      | 5. Etappe Burgos-Rundfahrt                      | 2.HC | Nairo Quintana       |
| 7.–11. August   | Gesamtwertung Burgos-Rundfahrt                  | 2.HC | Nairo Quintana       |
| 30. August      | 5. Etappe Tour du Poitou Charentes              | 2.1  | Jesús Herrada        |

## Zugänge – Abgänge
| Zugänge         | Team 2012                                     | Abgänge             | Team 2013              |
| --------------- | --------------------------------------------- | ------------------- | ---------------------- |
| Eros Capecchi   | Liquigas-Cannondale                           | Wassil Kiryjenka    | Sky ProCycling         |
| Sylwester Szmyd | Liquigas-Cannondale                           | David López         | Sky ProCycling         |
| Alex Dowsett    | Sky ProCycling                                | David Arroyo        | Caja Rural-Seguros RGA |
| Argiro Ospina   | Gobernación de Antioquia-Indeportes Antioquia | Ignatas Konovalovas | MTN Qhubeka            |
| Eloy Teruel     | Mutua Levante-Cafemax                         | Sergio Pardilla     | MTN Qhubeka            |
|                 |                                               | Branislau Samojlau  | RCOP-Belarus           |
|                 |                                               | Javier Iriarte      | Karriereende           |
|                 |                                               | Marzio Bruseghin    | Karriereende           |

## Mannschaft
| Name                   | Geburtstag         | Nationalität           |
| ---------------------- | ------------------ | ---------------------- |
| Andrey Amador          | 29. August 1986    | Costa Rica             |
| Eros Capecchi          | 13. Juni 1986      | Italien                |
| Jónathan Castroviejo   | 27. April 1987     | Spanien                |
| Juan José Cobo         | 11. Februar 1981   | Spanien                |
| Rui Costa              | 5. Oktober 1986    | Portugal               |
| Alex Dowsett           | 3. Oktober 1988    | Vereinigtes Königreich |
| Imanol Erviti          | 15. November 1983  | Spanien                |
| José Iván Gutiérrez    | 27. November 1978  | Spanien                |
| Jesús Herrada          | 26. Juli 1990      | Spanien                |
| José Herrada           | 1. Oktober 1985    | Spanien                |
| Beñat Intxausti        | 20. März 1986      | Spanien                |
| Wladimir Karpez        | 20. September 1980 | Russland               |
| Pablo Lastras          | 20. Januar 1976    | Spanien                |
| Ángel Madrazo          | 30. Juli 1988      | Spanien                |
| Javier Moreno          | 18. Juli 1984      | Spanien                |
| Argiro Ospina          | 3. September 1991  | Kolumbien              |
| Rubén Plaza            | 29. Februar 1980   | Spanien                |
| Nairo Quintana         | 4. Februar 1990    | Kolumbien              |
| José Joaquín Rojas     | 2. Juni 1985       | Spanien                |
| Enrique Sanz           | 11. September 1989 | Spanien                |
| Sylwester Szmyd        | 2. März 1978       | Polen                  |
| Eloy Teruel            | 20. November 1982  | Spanien                |
| Alejandro Valverde     | 25. April 1980     | Spanien                |
| Francisco José Ventoso | 6. Mai 1982        | Spanien                |
| Giovanni Visconti      | 13. Januar 1983    | Italien                |